# Municipio de San Jerónimo Tecuanipan
El municipio de San Jerónimo Tecuanipan (del nahuatl: tecuani, pan ‘fiera, en o sobre’‘Donde hay animales feroces’) es uno de los 217 municipios que conforman al estado mexicano de Puebla. Fue fundado en 1895 y su cabecera es la ciudad de San Jerónimo Tecuanipan.

## Geografía
El municipio se encuentra a una altitud promedio de 2140 m s. n. m. y abarca un área de 39.72 km². Colinda al norte con los municipios de Calpan y San Pedro Cholula, al oeste con Nealtican y San Nicolás de los Ranchos, al sur con Santa Isabel Cholula y San Gregorio Atzompa y al este con San Pedro Cholula,  San Andrés Cholula y San Gregorio Atzompa.

## Demografía
De acuerdo al último censo, realizado por el INEGI en 2010, en el municipio hay una población total de 5826 habitantes, lo que le da una densidad de población aproximada de 146 habitantes por kilómetro cuadrado.